# Мартинићи
Мартинићи је село у Црној Гори, у општини Даниловград у Бјелопавлићима.
Званично је подељено на два засеока:
- Доњи Мартинићи, 300 становника и
- Горњи Мартинићи, 30 становника.

Село је познато јер су се у његовој близини одиграле две битке код Мартинића, 1796. и 1877. године. У Мартинићима се налази и Мартинићка градина.